# Metamorphose/夏色のカケラ
「metamorphose/夏色のカケラ」（メタモルフォーズ/なついろのかけら）は、高橋洋子/石田燿子のシングル。2004年4月28日にジェネオンエンタテインメントから発売された。

## 概要
- 「metamorphose」はテレビアニメ『この醜くも美しい世界』のオープニングテーマ[2]、「夏色のカケラ」は同作品の初代エンディングテーマである[2]。
- 高橋洋子にとってはジェネオンエンタテインメント移籍後1枚目となるシングルで、4枚目のスプリットシングルでもある。
- 石田燿子にとっては10枚目のシングル。

## 収録曲
（全作詞：くまのきよみ）
1. metamorphose [3:55]
作曲・編曲：大森俊之
  - テレビアニメ『この醜くも美しい世界』オープニングテーマ[2]
2. 夏色のカケラ [3:56]
作曲・編曲：渡辺剛
  - テレビアニメ『この醜くも美しい世界』エンディングテーマ[2]
3. metamorphose（オリジナルカラオケ） [3:55]
4. 夏色のカケラ（オリジナルカラオケ） [3:53]

## 参加ミュージシャン
| metamorphose                | metamorphose |
| --------------------------- | ------------ |
| エレクトリックギター        | 古川望       |
| バイオリン                  | 後藤雄一郎   |
| コーラス                    | 高橋洋子     |
| 夏色のカケラ                |              |
| プログラミング & キーボード | 渡辺剛       |
| ギター                      | 竹中俊二     |
| スクラッチ & ターンテーブル | クールK      |
| コーラス                    | 石田燿子     |

## 収録アルバム
| 曲名         | バージョン  | 収録アルバム                                        | 発売日        | 規格品番  | トラック番号 |
| ------------ | ----------- | --------------------------------------------------- | ------------- | --------- | ------------ |
| metamorphose | （原曲）    | 『それは時にあなたを励まし、時に支えとなるもの』    | 2005年12月7日 | GNCA-1058 | #4           |
| metamorphose | （原曲）    | 『YOKO SINGS FOREVER』                              | 2017年3月22日 | UPCY-7259 | #9           |
| metamorphose | ON AIR Ver. | 『この醜くも美しい世界 オリジナルサウンドトラック』 | 2004年6月4日  | GNCA-1014 | #1           |
| 夏色のカケラ | （原曲）    | 『all of me』                                       | 2005年3月9日  | GNCA-1043 | #11          |
| 夏色のカケラ | （原曲）    | 『all of me』                                       | 2005年3月9日  | GNCA-1044 | #11          |
| 夏色のカケラ | （原曲）    | 『Single Collection』                               | 2007年9月21日 | GNCA-1142 | #7           |
| 夏色のカケラ | ON AIR Ver. | 『この醜くも美しい世界 オリジナルサウンドトラック』 | 2004年6月4日  | GNCA-1014 | #26          |